# Edificio de Eumaquia
El Edificio de Eumaquia era un edificio público de la época romana, sepultado por la erupción del Vesubio en el año 79 y encontrado tras las excavaciones arqueológicas de la antigua Pompeya: el edificio se utilizaba como mercado de lana o como sede del gremio de fullones.

## Historia

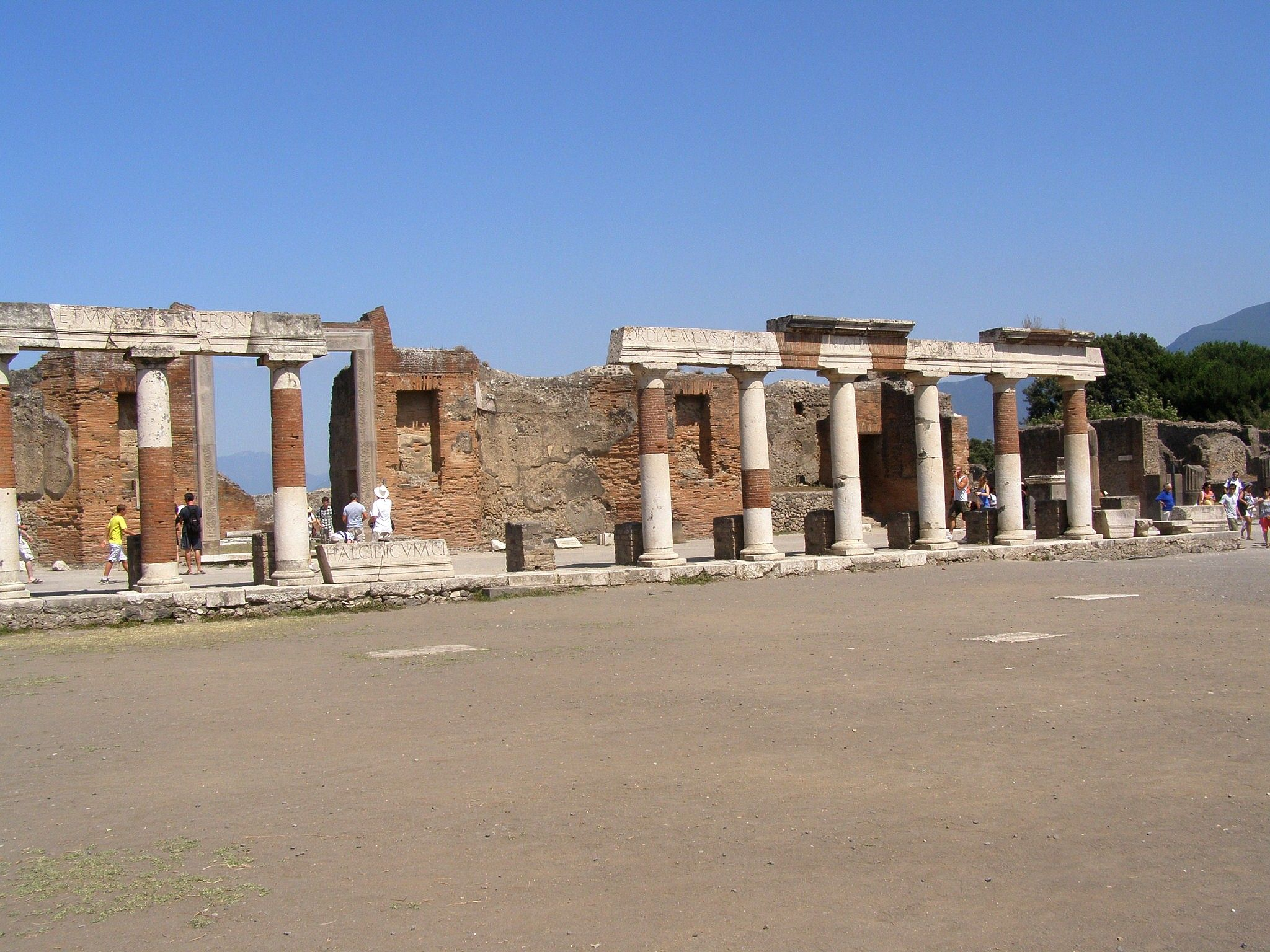
El exterior del edificio de Eumaquia.

La fecha de construcción del edificio sigue siendo incierta: seguramente se construyó en la época de Tiberio, en un momento de fuerte desarrollo comercial, fue encargado por una sacerdotisa de Venus, Eumaquia, patrona de las lavanderas: Algunos arqueólogos sitúan su construcción en torno al año 22, mientras que otros suponen que se construyó para favorecer la carrera política del hijo de Eumaquia, Marco Numistro Frontón, por tanto, antes del 2, año en que accedió al cargo de duoviri; otros estudiosos también, dadas algunas similitudes con el Foro de Augusto, lo datan en torno al 7 a. C. Construido como signo de devoción a la familia imperial, el edificio estaba dedicado a Livia, madre de Tiberio, como recuerda una inscripción encontrada en un arquitrabe  cerca de una entrada secundaria por la Vía de la Abundancia:

Eumaquia hija de Lucio sacerdotisa pública, en nombre propio y de su hijo Marco Numistrio Frontón, construyó el vestíbulo, la galería cubierta y el pórtico a sus expensas: los dedicó a la Piedad de Concordia Augusta.

Eumachia Luci filia sacerdos publica nomine suo et Marci Numistri Frontonis fili chalcidicum, cryptam, porticum Concordiae Augustae Pietati sua pequnia fecit eademque dedicavit (en latín).

La función del edificio de Eumaquia también era incierta: una de las hipótesis más acreditadas es que se trataba de un mercado de lana, ya que los altos muros del pasillo lateral y las pocas entradas habrían protegido la estructura de los ladrones y el criptopórtico se utilizaba como almacén. Sin embargo, la suntuosidad del edificio se asemeja poco a tal función: según otros, era una basílica en la que se llevaban a cabo negociaciones comerciales o era la sede del gremio de los fullones, del que Eumaquia era la protectora.
Muy dañada por el terremoto de Pompeya del año 62, en el momento de la erupción del Vesubio en el año 79, cuando quedó sepultada bajo una capa de lapilli y ceniza, todavía estaba en proceso de renovación, que, sin embargo, no cambió su aspecto original; volvió a salir a la luz tras las excavaciones arqueológicas realizadas a instancias de la dinastía borbónica.

## Descripción

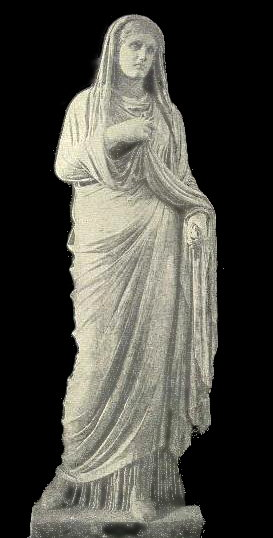
Estatua de Eumaquia.

El edificio de Eumaquia se encuentra en el lado este del foro de Pompeya, entre el templo de Vespasiano y Tito y el foro, del que está separado por la Vía de la Abundancia: el Chalcidicum está formado por un pórtico con un doble orden de columnas, dóricas en la parte inferior y jónicas en la superior, sin acanaladuras y con estatuas delante. La fachada principal es de opus latericium y fue sin duda reconstruida tras el terremoto de 62; en el centro se encuentra el portal de entrada, enmarcado por un altorrelieve de mármol en el que se representan ramas de acanto, con aves, insectos y otros pequeños animales: esta decoración procede de la fachada anterior, lo que se denota por el hecho de que no se ajusta perfectamente a las dimensiones del nuevo pórtico. La fachada se completa con dos exedras rectangulares en las que se colocaron las estatuas de César y Augusto y a las que se accedía por una escalera, donde los subastadores y banqueros celebraban las subastas,  y dos exedras semicirculares absidiales, situadas en los márgenes, en las que se colocaron las estatuas de Eneas y Rómulo, con epígrafes que describían sus gestas: a lo largo de la fachada los comerciantes vendían la lana producida.
La de la derecha tenía una tinaja encerrada a la que se accedía por una escalera, para recoger la orina  que servía de detergente y desengrasante para los tejidos,  mientras que la habitación de la izquierda era utilizada por el cuidador; en el mismo lado había otra habitación, en la que se encontró una tinaja y los restos de una escalera que conducía al piso superior, donde probablemente se encontraba la cripta. El cour interior estaba rodeado por un pórtico de dos pisos con columnas de orden corintio, completamente de mármol, del que no queda ningún rastro, y decorado con estatuas de la familia imperial; al fondo había tres exedras una central, más grande, donde se colocó la estatua de Concordia Augusta, representada con la semejanza de Livia, pero que se encontró sin su cabeza, y las estatuas de Tiberio y Druso, y dos laterales, más pequeñas, fenestradas, para dar luz al pasillo.
La estructura está rodeada por tres lados, excepto a lo largo de la fachada principal, por un corredor, revestido de mármol de colores, en el que se abren dos entradas secundarias, que también tenían la función de iluminar la zona: en la parte posterior a la exedra, colocada en un nicho, se encontró una estatua de Eumaquia, que se encuentra en el Museo Arqueológico Nacional de Nápoles.